# Quinto Servilio Fidenas (tribuno consular 402 a. C.)
Quinto Servilio Fidenas (en latín Quintus Servilius Fidenas). Hijo del dictador Quinto Servilio Prisco Fidenas, fue tribuno consular en seis oportunidades, en los años 402 a. C., 398 a. C., 395 a. C., 390 a. C., 388 a. C., y 386 a. C. También fue interrex en el año 397 a. C.

## Biografía
No cabe duda de era hijo del dictador, ya que el praenomen de ambos era Quinto, y su apellido Fidenas, así como de las circunstancias que se señalan en los Fastos Capitolinos. Una dificultad, sin embargo, surge del relato de Tito Livio, en donde señala que C. Servilius, tribuno consular del 418 a. C., era hijo del conquistador de Fidenas, pero probablemente se trate de un error, ya que el tribuno militar con poderes consular del año 418 a. C. se llama, en los Fasti Capitolinos, C. Servilius P. f. C. N. Axila. Además de que, si fuera el hijo del conquistador de Fidenas, debe haber sido un hijo menor, como muestra su praenomen, y en ese caso, el hijo menor hubiera obtenido una de las más altas dignidades en el estado dieciséis años antes de su hermano mayor.